# 福勒斯罗达
福勒斯罗达（德語：Vollersroda）是德国图林根州的一个市镇。总面积2.58平方公里，总人口203人，其中男性110人，女性93人（2011年12月31日），人口密度79人/平方公里。